# Karl Wilhelm Heinrich von Kleist
Karl Wilhelm Heinrich von Kleist (* 1. November 1836 in Hohennauen; † 2. Januar 1917 in Berlin) war ein preußischer General der Kavallerie.

## Leben

### Herkunft
Karl Wilhelm Heinrich von Kleist stammte aus dem hinterpommerschen uradeligen, in Preußen und dem Baltikum weitverzweigten Geschlecht von Kleist. Innerhalb der Familie gehörte er dem Ast Kleist von Bornstedt an, dem die preußische Krone am 11. April 1803 die Namens- und Wappenvereinigung mit den von Bornstedt genehmigt hatte. Er war der dritte Sohn des preußischen Majors Ludwig Karl Kleist von Bornstedt (1772–1854), Fideikommissherr auf Hohennauen, und dessen zweiten Ehefrau Wilhelmine von Hanstein (1818–1869).

### Militärkarriere
Als für den väterlichen Fideikommiss nicht erbberechtigter nachgeborener Sohn wählte Kleist den Soldatenberuf. Er trat am 6. März 1856 als Fähnrich in das 10. Husarenregiment der Preußischen Armee ein und wurde dort am 5. Februar 1857 zum Secondeleutnant ernannt. Es folgte nun eine sehr lange Leutnantszeit mit mehrfachen Versetzungen zu anderen Einheiten. So wurde er am 15. Dezember 1863 Adjutant der 8. Kavallerie-Brigade, 1866 Adjutant bei der 7. Division und dort am 20. Juli 1866 zum Premierleutnant befördert. Wieder Adjutant, diesmal in der 11. Kavallerie-Brigade, wurde er schließlich unter Belassung auf seinem Dienstposten überzähliger Rittmeister. Am 14. Dezember 1868 kam er wieder zurück zur Truppe und wurde Eskadronchef. Schließlich wurde er am 24. Oktober 1871 Generalstabsoffizier in der 13. Division, nachdem er vorher einige Monate zum Großen Generalstab abgeordnet worden war. Seit dem 10. September 1872 war er Major. Nach weiteren Verwendungen in verschiedenen Positionen im Generalstab kehrte er 1878 in den Truppendienst zurück und wurde nach Ablauf einer vorübergehenden Beauftragung endgültig Kommandeur des Dragonerregiments Nr. 19 und Oberstleutnant. 1883 wurde er zum Oberst befördert und zum Kommandeur der 31. Kavallerie-Brigade ernannt und 1888 Generalmajor. Schließlich ernannte ihn der Kaiser am 18. Oktober 1891 zum Kommandeur der 10. Division in Posen und zum Generalleutnant. 1898 wurde er zur Disposition gestellt.
Anlässlich seines 50-jährigen Dienstjubiläums 1906 wurde Kleist zum General der Kavallerie befördert.

### Familie
Verheiratet war Kleist seit dem 19. Juni 1869 mit Klara von Gordon (* 6. Juli 1849 in Breslau; † 1920), Tochter des preußischen Generals der Infanterie Helmuth von Gordon. Die Tochter Freda Anna Wilhelmine von Kleist (* 18. Mai 1872; † 14. März 1957) heiratete 1895 den Offizier und Hofmarschall Friedrich Rudolf Bernhard von Schwerin auf Stolpe auf Usedom.

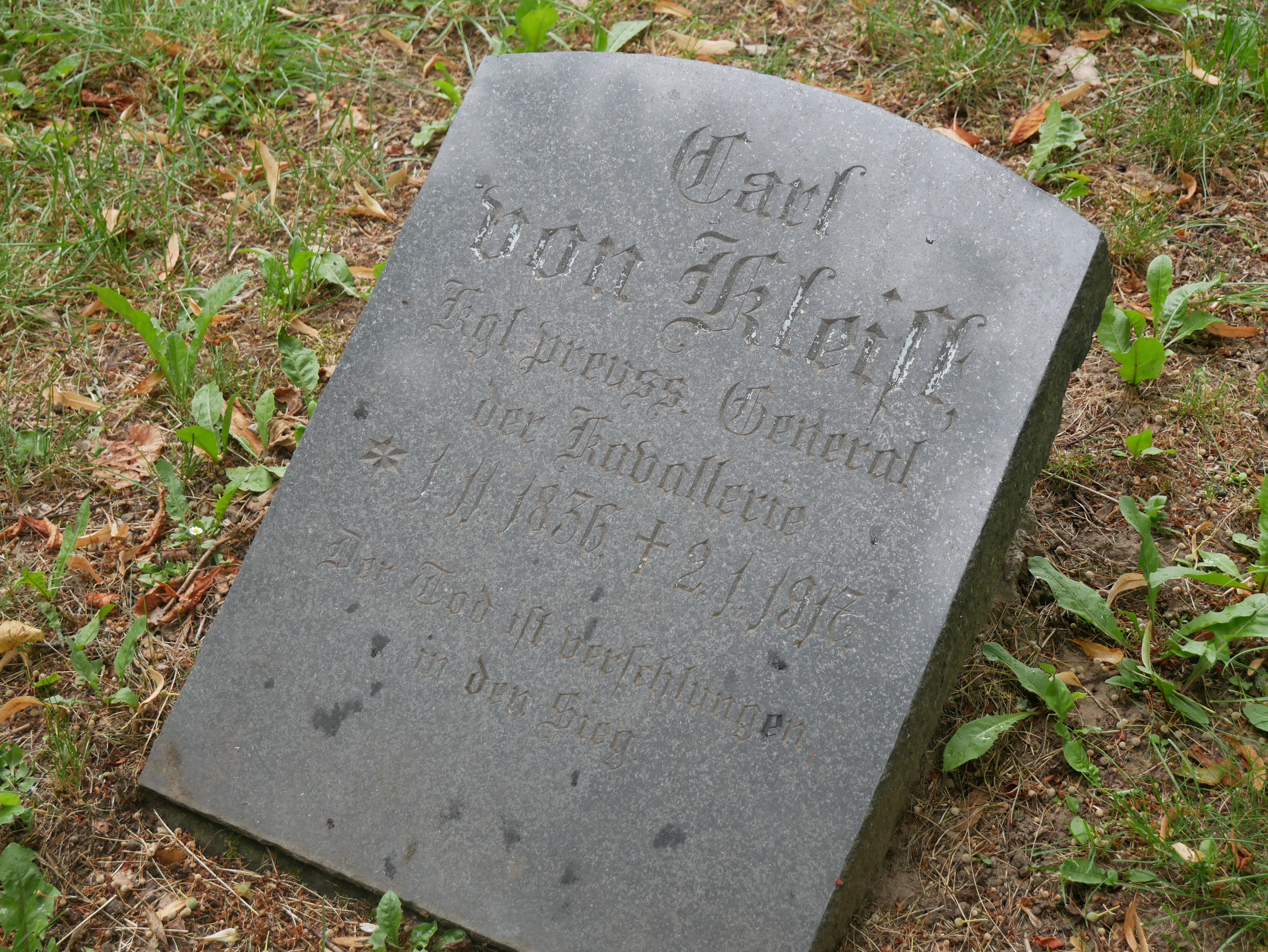
Grabstein

Karl Wilhelm Heinrich von Kleist wurde in der Familiengrabstätte in Stolpe beigesetzt, wo sein Grabstein erhalten ist.

### Auszeichnungen
- Roter Adlerorden III. Klasse mit Schwertern am Ringe
- Kronenorden II. Klasse
- Eisernes Kreuz (1870) II. Klasse
- Ritterkreuz I. Klasse des Ordens vom Zähringer Löwen mit Eichenlaub und Schwertern
- Ehrenkomtur des Haus- und Verdienstordens des Herzogs Peter Friedrich Ludwig